# Jeongsan-myeon
Jeongsan-myeon (koreanska: 정산면)  är en socken i Sydkorea.  Den ligger i kommunen Cheongyang-gun i provinsen Södra Chungcheong, i den centrala delen av landet, 130 km söder om huvudstaden Seoul.